# I Follow Rivers
I Follow Rivers ist ein Popsong aus dem Jahr 2011, den die schwedische Sängerin Lykke Li gemeinsam mit Björn Yttling und Rick Nowels schrieb.

## Hintergrund
Der Song wurde am 21. Januar 2011 von Lykke Li veröffentlicht. Es handelt sich nach Get Some um die zweite von vier Singleauskopplungen ihres Albums Wounded Rhymes.
Lykke Lis Plattenfirma beauftragte den belgischen Musiker Stephen Fasano (The Magician) mit der Anfertigung einer Remixversion für den 2010 geschriebenen Titel. Die als The-Magician-Remix bekannte Dance-Version wurde durch die Fernsehübertragung des Championsleague-Finales 2012 in Deutschland einem breiten Publikum bekannt. Im Juni 2012 stieg die Single, die neben dem Magician-Remix einen Radio Edit enthält, in die deutschen Hitparaden ein und belegte mehrere Wochen Platz 1. Ende Januar 2013 erreichte der Song schließlich erstmals auch Platz 1 der italienischen Single-Charts.

## Coverversionen (Auswahl)
2012 veröffentlichte die belgische Band Triggerfinger eine Unplugged-Coverversion des Songs und erreichte damit ihren bislang größten Chart-Erfolg. Diese Version des Liedes belegte Platz 1 sowohl in den niederländischen als auch den flämischen Charts und später auch in Österreich. Im Juni 2012 stieg diese Version auch in die deutschen Singlecharts ein. Während das Original an der Spitze stand, steigerten sich Triggerfinger zunächst auf Platz 10 und im September 2012 auf Platz 9. In der Schweiz gelangten sie bis auf Platz 17.
Marika Hackman veröffentlichte 2014 auf ihrer EP Deaf Heat eine ruhige, langsame Version des Songs.

## Musikvideo
Das offizielle Musikvideo entstand unter der Regie von Tarik Saleh und wurde in Närsholmen auf Gotland gefilmt. Im Video treten Lykke Li und der Schauspieler Fares Fares auf.

## Kommerzieller Erfolg

### Chartplatzierungen
| ChartsChartplatzierungen | Höchstplatzierung | Wochen |
| ------------------------ | ----------------- | ------ |
| Deutschland (GfK)        | 1 (62 Wo.)        | 62     |
| Österreich (Ö3)          | 2 (39 Wo.)        | 39     |
| Schweden (GLF)           | 44 (1 Wo.)        | 1      |
| Schweiz (IFPI)           | 2 (61 Wo.)        | 61     |

| ChartsJahrescharts (2012) | Platzierung |
| ------------------------- | ----------- |
| Deutschland (GfK)         | 3           |
| Österreich (Ö3)           | 21          |
| Schweiz (IFPI)            | 9           |

| ChartsJahrescharts (2013) | Platzierung |
| ------------------------- | ----------- |
| Schweiz (IFPI)            | 72          |

| ChartsChartplatzierungen | Höchstplatzierung | Wochen |
| ------------------------ | ----------------- | ------ |
| Deutschland (GfK)        | 9 (47 Wo.)        | 47     |
| Flandern (Ultratop)      | 1 (44 Wo.)        | 44     |
| Österreich (Ö3)          | 1 (34 Wo.)        | 34     |
| Schweiz (IFPI)           | 17 (33 Wo.)       | 33     |
| Wallonie (Ultratop)      | 4 (18 Wo.)        | 18     |

| ChartsJahrescharts (2012) | Platzierung |
| ------------------------- | ----------- |
| Deutschland (GfK)         | 29          |
| Flandern (Ultratop)       | 3           |
| Österreich (Ö3)           | 16          |
| Schweiz (IFPI)            | 60          |
| Wallonie (Ultratop)       | 43          |

### Auszeichnungen für Musikverkäufe

#### Lykke-Li-Version
I Follow Rivers von Lykke Li wurde weltweit mit zwei Mal Gold, 16 Mal Platin und einmal Diamant ausgezeichnet. Damit verkaufte die Single über 2,6 Millionen Einheiten.
| Land/Region                  | Auszeichnungen für Musikverkäufe (Land/Region, Auszeichnung, Verkäufe) | Verkäufe  |
| ---------------------------- | ---------------------------------------------------------------------- | --------- |
| Belgien (BRMA)               | 2× Platin                                                              | 60.000    |
| Dänemark (IFPI)              | Platin                                                                 | 90.000    |
| Deutschland (BVMI)           | 5× Gold                                                                | 750.000   |
| Frankreich (SNEP)            | Diamant                                                                | 250.000   |
| Irland (IRMA)                | Platin                                                                 | 15.000    |
| Italien (FIMI)               | 3× Platin                                                              | 90.000    |
| Neuseeland (RMNZ)            | Platin                                                                 | 30.000    |
| Österreich (IFPI)            | Platin                                                                 | 30.000    |
| Schweiz (IFPI)               | 3× Platin                                                              | 90.000    |
| Spanien (Promusicae)         | 2× Platin                                                              | 120.000   |
| Vereinigte Staaten (RIAA)    | Gold                                                                   | 500.000   |
| Vereinigtes Königreich (BPI) | Platin                                                                 | 600.000   |
| Insgesamt                    | 2× Gold · 16× Platin · 1× Diamant ·                                    | 2.625.000 |

| Land/Region     | Auszeichnungen für Musikverkäufe (Land/Region, Auszeichnung, Verkäufe) | Verkäufe  |
| --------------- | ---------------------------------------------------------------------- | --------- |
| Dänemark (IFPI) | Gold                                                                   | 1.300.000 |
| Insgesamt       | 1× Gold ·                                                              | 1.300.000 |

#### Triggerfinger-Version
I Follow Rivers von Triggerfinger wurde weltweit mit zweimal Gold und fünf Mal Platin ausgezeichnet. Damit verkaufte die Single über 295.000 Einheiten.

| Land/Region        | Auszeichnungen für Musikverkäufe (Land/Region, Auszeichnung, Verkäufe) | Verkäufe |
| ------------------ | ---------------------------------------------------------------------- | -------- |
| Belgien (BRMA)     | 2× Platin                                                              | 60.000   |
| Deutschland (BVMI) | Gold                                                                   | 150.000  |
| Niederlande (NVPI) | 2× Platin                                                              | 40.000   |
| Österreich (IFPI)  | Platin                                                                 | 30.000   |
| Schweiz (IFPI)     | Gold                                                                   | 15.000   |
| Insgesamt          | 2× Gold · 5× Platin ·                                                  | 295.000  |